# Vjekoslav Klaić
Vjekoslav Klaić, hrvaški pedagog, akademik in zgodovinar, * 21. junij 1849, Garčin, † 1. julij 1928, Zagreb.
Klaić je bil rektor Univerze v Zagrebu v študijskem letu 1902/03 in profesor obče zgodovine na Filozofski fakulteti.